# Davíð Viðarsson
Davíð Þór Viðarsson (født 24. april 1984) er en islandsk fodboldspiller, der spiller for Hafnarfjarðar.

## Karriere
Davíð Viðarsson er en hårdtarbejdende og pasningssikker spiller, hvis foretrukne position er på den centrale midtbane. Han er en ledertype og har tidligere været anfører i barndomsklubben FH Hafnarfjörður.
Viðarsson kom til Vejle Boldklub på en toårig kontrakt i 2012 efter to sæsoner i svenske Östers IF, hvor han var en nøglespiller.
Davíð Viðarsson er bror til Bjarni Viðarsson, der spiller i Silkeborg IF og Arnar Viðarsson, der spiller for Cercle Brügge.
Han har hidtil spillet otte kampe for det islandske landshold.